# Кравченко, Владимир Данилович
Влади́мир Дани́лович Кра́вченко (7 января 1938, Осинники, Новосибирская область — 18 февраля 2017) — советский передовик горнопромышленного производства, машинист горных выемочных машин шахты «Капитальная», г. Осинники Кемеровской области, Герой Социалистического Труда (1982).

## Биография
Русский. В 14-летнем возрасте, окончив 7 классов, поступил в горнопромышленное училище (ГРПУ № 5, позже СГПТУ № 45), получил специальность машиниста горновыемочных машин. После окончания училища был направлен на 6-й участок шахты «Капитальная», начальником которого был Пётр Арсентьевич Перминов. Два года Владимир Данилович работал помощником машиниста врубовой машины. Два года его портрет висел на шахтовой доске почёта. «Лучший помощник машиниста врубовой машины Кузбасса» — его первое почётное звание.
После службы в Советской армии попал на участок, которым руководил Леонид Андреевич Малыш. Вскоре на пласту Кандалепском-3, в лаве, где молодой специалист Кравченко работал комбайнёром, был установлен Всекузбасский рекорд: за 31 рабочий день добыта 21 тысяча тонн угля. Вскоре состоялся второй рекорд.
В эти годы он окончил заочное отделение горного техникума города Осинники. Работал на врубовых машинах, на ЛГД, на «Донбассе» различных марок, осваивал комплекс КП-87. Каждый момент освоения более мощной техники отмечен новыми рекордными цифрами добытого угля. В 1978 году — 457 тысяч тонн угля было выдано бригадой (рекорд шахты «Капитальная»). За десятую пятилетку бригада Б. П. Старунова, в которой комбайнёром и звеньевым был Кравченко Владимир Данилович, выдала 1 миллион 668 тысяч тонн угля. В день открытия XXVI съезда КПСС добыча бригады составила 1670 тонн угля. Почти три суточных плана.
В 1982 году за достижения высоких показателей в выполнении планов, социалистических обязательств по добыче угля, проявленную трудовую доблесть ему было присвоено звание Герой Социалистического Труда с вручением второго ордена Ленина и золотой звезды «Серп и Молот».
В последние годы работал на участке № 12 бригадиром. Ему доверили внедрить, впервые на шахте, комплекс I КМТ. И после отработки лавы бригаде Кравченко было предложено перейти в другую лаву с разворотом комплекса на 180 градусов. Разворот предполагалось осуществить впервые в угольной промышленности страны. 10 сентября 1985 года приступили к эксперименту, и закончился он раньше намеченного срока — 17 декабря 1985 года. А проведённая техническая операция позволила уменьшить объём монтажно-демонтажных работ и увеличить коэффициент непрерывного использования оборудования.

## Награды и звания
- медаль «Серп и Молот» (26 августа 1982);
- дважды Орден Ленина (19 февраля 1974; 26 августа 1982);
- медаль «За трудовое отличие»;
- Полный кавалер знака «Шахтёрская слава».

## Память
Средняя общеобразовательная школа № 13 г. Осинники носит имя Героя Социалистического Труда Кравченко Владимира Даниловича.